# Muchea
Muchea es una localidad rumana de la comuna de Siliștea, en el condado de Brăila.

## Toponimia
El nombre del lugar puede encontrarse escrito con las grafías Muchia y Muchea.

## Historia
Hacia finales del siglo XIX, la localidad, que ya por entonces pertenecía al condado de Brăila, formaba parte de la comuna de Cotu-Lung y tenía contabilizada una población de 594 habitantes.
En la segunda mitad del siglo XX la localidad había pasado a formar parte de la comuna de Siliștea. En el censo de 2021 la localidad tenía una población de 359 habitantes.